# 女店主 (话剧)
《女店主》（国际音标：[la lokanˈdjɛːra]），是意大利一个知名话剧，中文又译《米兰朵》。英文译名有：《The Mistress of the Inn》、《The Innkeeper Woman》 、《Mirandolina》。米兰朵（又译：米兰朵莉娜、米兰多琳娜，英语、意大利语：Mirandolina）是故事的主人公。1753年由卡洛·哥尔多尼创作完成，话剧中包含对调情的批判，同时也是他的代表作之一。英国喜剧演员弗雷迪·戴维斯（Frederick Davies）经常将该话剧与《无事生非》相提并论。

## 主要人物
- 米兰朵莉娜（又译：米兰朵、米兰多琳娜，原文：Mirandolina）：主人公，话剧中的旅店女老板。
- 瑞帕弗拉塔（Ripafratta）男爵
- 福里波波利（Forlipopoli）侯爵
- 阿尔巴菲奥里塔（Albafiorita）伯爵
- 法布里佐（Fabrizio）：旅店男仆人。
- 男爵的仆人
- 奥坦西娅（Ortensia）：伪装成贵妇的平民女子。
- 德伊阿妮拉（Dejanira）：伪装成贵妇的平民女子。

## 剧情梗概

### 第一幕
米兰朵莉娜（Mirandolina）在她的父亲去世后便继承父亲的产业，继续在佛罗伦萨经营着父亲留下的旅店，这家旅馆效益很好。每位客人都在不断地向她求婚，特别是空有贵族头衔的没落贵族福里波波利（Forlipopoli）侯爵和商人发财后购买贵族头衔的阿尔巴菲奥里塔伯爵（Count of Albafiorita）。
“贵族”这两个字代表了当时的威尼斯共和国上流社会的极端。没落贵族福里波波利（Forlipopoli）侯爵完全依靠自己的贵族头衔，坚信他的保护足以赢得女人的心，不过因为他的贫穷和没落使得米兰朵莉娜对他缺乏好感。相反，伯爵相信他获得贵族头衔后就可以获得米兰朵莉娜的爱（他给米兰朵莉娜送了许多昂贵的礼物）。这重申了剑的贵族和披肩的贵族之间的区别，即中世纪贵族的后代与那些购买贵族头衔的人之间的区别。
精明的旅店女老板米兰朵莉娜，作为一个精明的商人，并未倒向两个男人其中的任何一个，而是在这两个男人间左右摇摆。
此外，米兰朵莉娜（Mirandolina）的父亲生前曾建议米兰朵莉娜（Mirandolina）嫁给旅店男仆人法布里佐（Fabrizio）。法布里佐（Fabrizio）的老板米兰朵莉娜（Mirandolina）十分狡诈，法布里佐（Fabrizio）在旅店内谨小慎微的干着自己的工作。法布里佐（Fabrizio）不知道米兰朵莉娜（Mirandolina）是否真的爱她。福里波波利侯爵和阿尔巴菲奥里塔伯爵都觉得男仆法布里佐是他们获得米兰朵莉娜（Mirandolina）的爱情的威胁。
骑士瑞帕弗拉塔（Ripafratta）男爵的到来令旅店中脆弱的平衡开始被打破，瑞帕弗拉塔（Ripafratta）的表现充满了贵族的傲慢，并患有严重的厌女症。他充满了对伯爵和侯爵的嘲笑，认为他们就是披着贵族外衣的平民，对他们追求米兰朵莉娜（Mirandolina）感到不屑一顾。瑞帕弗拉塔（Ripafratta）还宣称：“我是一个独派，女人是祸水。我在这家旅店居住的3天时间内，看不出米兰朵莉娜（Mirandolina）有任何值得我着迷的地方”。还不断向米兰朵莉娜（Mirandolina）抱怨服务水平低下。
米兰朵莉娜（Mirandolina）不但没有生气，反倒开始追求骑士瑞帕弗拉塔（Ripafratta）。米兰朵莉娜（Mirandolina）对骑士瑞帕弗拉塔（Ripafratta）用撩拨人的口吻说道说到：“我的全部荣幸是看到自己得到服务得到珍惜和崇拜。这是我的弱点，这也是几乎所有女性的弱点”。

### 第二幕
为了让骑士坠入爱河，米兰朵莉娜（Mirandolina）总是以更加友善和尊重的态度对待骑士。
随后，骑士瑞帕弗拉塔（Ripafratta）宣布，他鄙视那些追求爱情的女性。后来，他夸张地表明他不想对侯爵作出虚假的表扬。在一个的场景中，侯爵想品尝一下实际上味道令人作呕的塞浦路斯葡萄酒的美感。尽管骑士不想向对方说出真相，但米兰朵莉娜（Mirandolina）毫不犹豫地说这酒的口感真的十分糟糕。
主角米兰朵莉娜（Mirandolina）使用自己的技巧一步步成功地完成了自己的计划。撩拨人的计划十分周密，并以一系列喜剧场面表现出来。骑士瑞帕弗拉塔（Ripafratta）在米兰朵莉娜（Mirandolina）的撩拨下产生了激烈的思想斗争，一边是对女性极度的反感，一边是在在米兰朵莉娜（Mirandolina）的撩拨下对她产生了爱情。骑士瑞帕弗拉塔（Ripafratta）最终治好了厌女症，所有的对女性的反感逐步转化为了对米兰朵莉娜（Mirandolina）的爱。

### 第三幕
服务生法布里佐（Fabrizio）非常嫉妒米兰朵莉娜（Mirandolina），他甚至从骑士瑞帕弗拉塔（Ripafratta）那里收到了金瓶作为礼物，但鄙视地扔在篮子里。骑士因矛盾的情感而大受刺激，不想让别人知道他是被女人玩弄的对象。但与此同时，他又希望自己拥有这个米兰朵莉娜（Mirandolina）这个热爱撩拨人的女人。当伯爵和侯爵指责他爱上了那个女人时，骑士的受伤自尊心在一场争执中爆发，而这场争执最终可能导致情杀。但是，旅店老板米兰朵莉娜（Mirandolina）的戏剧性干预阻止了骑士瑞帕弗拉塔（Ripafratta）犯下情杀案。之后，骑士看透了米兰朵莉娜（Mirandolina）是一位不值得爱的轻浮女子，因而离她而去，离开了旅店。
自从骑士瑞帕弗拉塔（Ripafratta）坠入爱河以来，米兰朵莉娜（Mirandolina）的复仇终于完成了，伯爵和侯爵也看透了她的本质，离开了旅店。米兰朵莉娜（Mirandolina）后来选择了尊重父亲在病床上的遗愿，嫁给了旅馆男仆法布里佐（Fabrizio）。米兰朵莉娜（Mirandolina）并不爱任何一个男性，只知道撩拨男性。

## 演出历史
1891年，意大利知名演员、剧中人物米兰朵莉娜（又译：米兰朵、米兰多琳娜，原文：Mirandolina）经典扮演者埃莱奥诺拉·杜斯（Eleonora Duse），曾于1894年5月18日在英国温莎城堡举办的皇家大汇演中表演这一话剧，时任英国女王维多利亚出席本次活动。
该剧曾在国际上享有盛名的莫斯科剧院公演。演出该剧的剧组于1898年12月2日，获得双倍出场费，同期上演的Emilia Matthai的作品Greta's Happiness同时获得这一殊荣。这次演出的导演是康斯坦丁·斯坦尼斯拉夫斯基，同时也是饰演剧中厌女症患者瑞帕弗拉塔（Ripafratta）男爵的演员。
1914年2月3日，康斯坦丁·斯坦尼斯拉夫斯基，再次在莫斯科剧院导演了《女店主》，并再次出演瑞帕弗拉塔（Ripafratta）男爵。艺术家亚历山大·尼古拉耶维奇·鲍里斯（Алекса́ндр Никола́евич Бенуа́）设计了舞台背景，女演员奥加· 芙拉蒂米诺夫娜·格佐芙斯卡娅（О́льга Влади́мировна Гзо́вская）参与了这次演出。

## 后续改编
1773年，意大利作曲家安东尼奥·萨列里和剧作家多门尼克·珀基（Domenico Poggi）将这一话剧改编成一个三幕戏剧。
1800年，德国作曲家西蒙·迈尔（Simon Mayr）和意大利作家盖塔诺·罗西（Gaetano Rossi）把这一话剧改编成了一部两幕戏剧。
美国作曲家亨利·金博尔·哈德利（Henry Kimball Hadley）将这一话剧改编为喜歌剧《比安卡》（英文原名：Bianca），1918年首次公演。
捷克作曲家博胡斯拉夫·马尔蒂努还将其改编为三幕歌剧《米兰朵莉娜》（原文名称：Mirandolina），1959年首次公演。
该话剧还改编成了几部电影，其中比较著名的包括意大利导演保罗·卡瓦拉（Paolo Cavara）导演的《女店主》（原文名称：La locandiera )和意大利电影导演丁度·巴拉斯编剧并导演的《米兰达》（原文名称：Miranda）。
2001年，台湾知名舞台剧导演赖声川带领全体演员将这一话剧即兴改编为话剧《一妇五夫》，并于同年在位于台北的中华民国国家戏剧院首演。

## 人物性心理分析

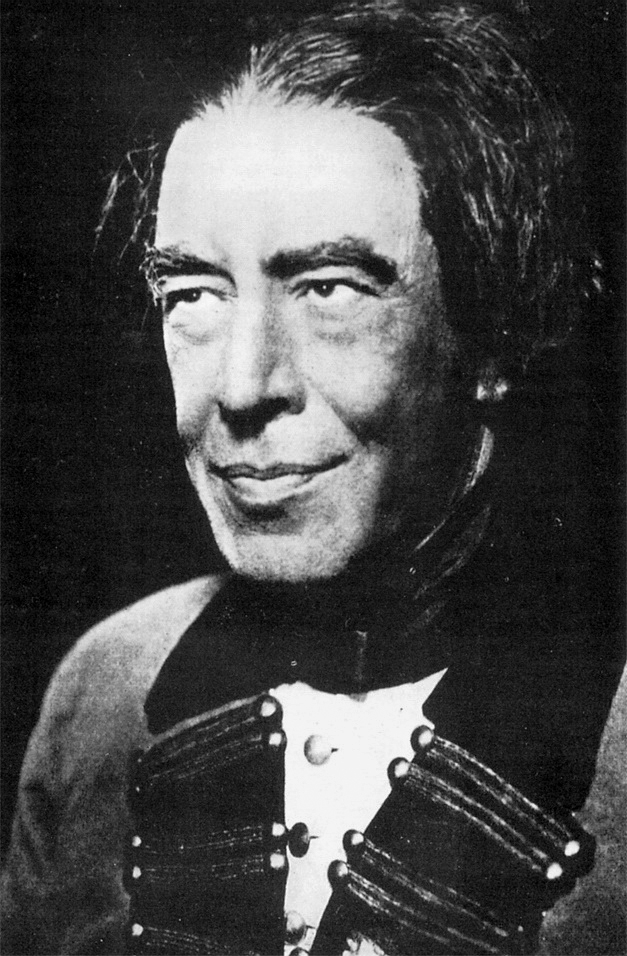
康斯坦丁·斯坦尼斯拉夫斯基饰演瑞帕弗拉塔（Ripafratta）男爵（1898年）

### 米兰朵莉娜（又译：米兰朵、米兰多琳娜，原文：Mirandolina）
轻浮，缺乏对配偶的忠诚。可能是因从小性教育缺失甚至歪曲而导致。

### 瑞帕弗拉塔（Ripafratta）男爵
开始为严重厌女症患者，而后对米兰朵莉娜十分痴情。可能是因小时候母亲专制、刻薄、处事不公，或者是母亲淫荡，或者家中重男轻女的歪风邪气横行而导致。
通常情况下，人类对异性最初的认知来自于父母。婴幼儿时期是人类性教育的最关键时期。假如在婴幼儿时期的性教育缺失甚至歪曲，则其一生的性观念往往是倒错的。

## 相关书籍
- Balthazar, Scott L. 1992. "Mayr, Simon." In The New Grove Dictionary of Opera. Ed. Stanley Sadie. London: Macmillan. ISBN 0-333-73432-7.
- Banham, Martin, ed. 1998. The Cambridge Guide to Theatre. Cambridge: Cambridge UP. ISBN 0-521-43437-8.
- Benedetti, Jean. 1999. Stanislavski: His Life and Art. Revised edition. Original edition published in 1988. London: Methuen. ISBN 0-413-52520-1.
- Boardman, Herbert R. 1932. Henry Hadley: Ambassador of Harmony. Georgia: Banner P.
- Davies, Frederick, trans. 1968. Four Comedies. By Carlo Goldoni. London: Penguin. ISBN 0-14-044204-9.
- Hartnoll, Phyllis, ed. 1983. The Oxford Companion to the Theatre. 4th ed. Oxford: Oxford UP. ISBN 0-19-211546-4.
- Rice, John A. 1992. "Salieri, Antonio." In The New Grove Dictionary of Opera. Ed. Stanley Sadie. London: Macmillan. ISBN 0-333-73432-7.
- Worrall, Nick. 1996. The Moscow Art Theatre. Theatre Production Studies ser. London and NY: Routledge. ISBN 0-415-05598-9.